# Canton de Saint-André-2
Le canton de Saint-André-2 est une circonscription électorale française de l'île de La Réunion, département et région d'outre-mer français de l'océan Indien.

## Histoire
Le canton a été créé par la loi no 49-1102 du 2 août 1949.
Un nouveau découpage territorial de La Réunion entre en vigueur à l'occasion des premières élections départementales suivant le décret du 24 février 2014. Les conseillers départementaux sont, à compter de ces élections, élus au scrutin majoritaire binominal mixte. Les électeurs de chaque canton élisent au Conseil départemental, nouvelle appellation du Conseil général, deux membres de sexe différent, qui se présentent en binôme de candidats. Les conseillers départementaux sont élus pour 6 ans au scrutin binominal majoritaire à deux tours, l'accès au second tour nécessitant 12,5 % des inscrits au 1er tour. En outre la totalité des conseillers départementaux est renouvelée. Ce nouveau mode de scrutin nécessite un redécoupage des cantons dont le nombre est divisé par deux avec arrondi à l'unité impaire supérieure si ce nombre n'est pas entier impair, assorti de conditions de seuils minimaux. À La Réunion, le nombre de cantons passe ainsi de 49 à 25.
Le canton de Saint-André-2 est redécoupé par ce décret. Il est entièrement inclus dans l'arrondissement de Saint-Benoît. Le bureau centralisateur est situé à Saint-André. 

## Représentation

### Représentation avant 2015
| Période                                  | Période      | Identité             | Étiquette    | Qualité |
| ---------------------------------------- | ------------ | -------------------- | ------------ | --- |
| 1949                                     | 1949 (décès) | André Hoarau         | PCF          | Directeur de cours complémentaire                                                                                     |
| 1949                                     | 1961         | Marie Gamel          | PCF          | Agricultrice Maire par intérim de Saint-André (1957)                                                                  |
| 1961                                     | 1967         | Charles-Armand Barau | CNIP         | Ingénieur Maire de Saint-André (1961-1962) Élu en 1967 dans le canton de Saint-André-1                                |
| 1967                                     | 1986         | Jean-Paul Virapoullé | UDR puis UDF | Conseiller en gestion Maire de Saint-André (1972-2008 et 2014-2020) Député (1986-1997) Sénateur (2001-2011)           |
| 1986                                     | 1998         | Philippe Nativel     | DVD          | Fonctionnaire territorial Conseiller municipal de Saint-Denis (1972-1983) Adjoint au maire de Saint-André (1983-1988) |
| 1998                                     | 2004         | Serge Camatchy       | UDF          | Infirmier, syndicaliste                                                                                               |
| 2004                                     | 2015         | Éric Fruteau         | PCR          | Professeur Maire de Saint-André (2008-2014)                                                                           |
| Les données manquantes sont à compléter. |              |                      |              | |

### Représentation depuis 2015
| Période élective | Période élective | Mandat | Mandat   | Identité                 | Nuance | Nuance | Qualité                                                               |
| ---------------- | ---------------- | ------ | -------- | ------------------------ | ------ | ------ | --------------------------------------------------------------------- |
| 2015             | 2021             | 2015   | 2021     | Viviane Payet-Ben Hamida |        | UDI    | Professeure des écoles Adjointe au maire de Saint-André (depuis 2014) |
| 2015             | 2021             | 2015   | 2021     | Jean-Marie Virapoullé    |        | UDI    | Médecin Adjoint au maire de Saint-André (depuis 2014)                 |
| 2021             | 2028             | 2021   | en cours | Viviane Payet-Ben Hamida |        | UDI    | Conseillère sortante                                                  |
| 2021             | 2028             | 2021   | en cours | Jean-Marie Virapoullé    |        | UDI    | Conseiller sortant                                                    |

### Résultats détaillés

#### Élections de mars 2015
À l'issue du 1er tour des élections départementales de 2015, deux binômes sont en ballotage : Viviane Payet-Ben Hamida et Jean-Marie Virapoullé (UDI, 56,86 %) et Joé Bédier et Primilla Cevamy (DVG, 19,64 %). Le taux de participation est de 41,06 % (9 510 votants sur 23 161 inscrits) contre 43,81 % au niveau départemental et 50,17 % au niveau national.
Au second tour, Viviane Payet-Ben Hamida et Jean-Marie Virapoullé (UDI) sont élus avec 64,67 % des suffrages exprimés et un taux de participation de 45,58 % (6 495 voix pour 11 252 votants pour 23 161 inscrits).

#### Élections de juin 2021
Le premier tour des élections départementales de 2021 est marqué par un très faible taux de participation (33,26 % au niveau national). Dans le canton de Saint-André-2, ce taux de participation est de 30,84 % (8 136 votants sur 26 380 inscrits) contre 36,5 % au niveau départemental. À l'issue de ce premier tour, deux binômes sont en ballotage : Viviane Payet Ben Hamida et Jean-Marie Virapoullé (DVD, 37,46 %) et Lyne-Rose Anandin et Éric Fruteau (DVG, 22,95 %).

## Composition

### Composition avant 2015
Le canton de Saint-André-2 était constitué d'une partie de la commune de Saint-André :  la partie non comprise dans les cantons de Saint-André-1 et de Saint-André-3.

### Composition depuis 2015
| Nom                                 | Code Insee | Intercommunalité                         | Superficie (km2) | Population (dernière pop. légale)                | Densité (hab./km2) | Modifier                                    |
| ----------------------------------- | ---------- | ---------------------------------------- | ---------------- | ------------------------------------------------ | ------------------ | ------------------------------------------- |
| Saint-André (bureau centralisateur) | 97409      | CA Communauté intercommunale Réunion Est | 53,07            | Fraction : 38 299 (2022) Commune : 57 546 (2022) | 1 084              | modifier les données · modifier les données |
| Canton de Saint-André-2             | 97405      |                                          |                  | 38 299 (2022)                                    |                    | modifier les données                        |

Le nouveau canton de Saint-André-2 comprend la partie de Saint-André située :
1. au sud d'une ligne définie par l'axe des voies et limites suivantes : depuis la limite territoriale orientale de la commune de Sainte-Suzanne, route nationale 2, avenue de France, allée Zelmar, impasse des Ananas, chemin du Centre (direction Sud-Est), chemin Brunet, chemin Bel-Ombre (direction Est), chemin en prolongement du chemin Cent-Gaulettes (direction Nord-Est jusqu'au littoral) ;
2. à l'est d'une ligne définie par l'axe des voies et limites suivantes : depuis la limite territoriale de la commune de Sainte-Suzanne, bordée par la grande rivière Saint-Jean, segment de 235 mètres reliant les deux points de longitude et latitude respectives 358304.13/7682813.10 et 358507.58/7682694.59, chemin Miguel (direction Sud-Ouest), ligne de 894 mètres reliant les trois points de longitude et latitude respectives 358454.50/7682535.70, 358997.37/7682137.36 et 358936.94/7681924.70, rue de Guigne (direction Sud-Ouest), segment de 318 mètres reliant les deux points de longitude et latitude respectives 358899.26/7681885.65 et 358909.04/7681567.36, rue sans nom (direction Sud-Est vers la rue de l'Oratoire), ligne de 375 mètres reliant les trois points de longitude et latitude respectives 359040.61/7681531.54, 358882.41/7681363.62 et 358994.08/7681271.57, voie traversant le lotissement des Feuillantines (direction Nord-Est), rue Payet (direction Nord-Est), avenue de Bourbon (direction Sud), ligne de 143 mètres reliant les trois points de longitude et latitude respectives 359586.98/7681444.54, 359620.68/7681439.20 et 359721.03/7681395.86, rue du Père-Teste (direction Sud), ligne de 195 mètres reliant les trois points de longitude et latitude respectives 359738.72/7681242.92, 359694.36/7681150.93 et 359664.03/7681063.64, chemin Lebon (direction Sud-Est, puis Sud, puis Sud-Ouest), segment de 115 mètres reliant les deux points de longitude et latitude respectives 359686.20/7680994.50 et 359724.13/7680885.97, rue Comorapoule, ligne de 135 mètres reliant les trois points de longitude et latitude respectives 359976.90/7680818.03, 360057.86/7680811.60 et 360088.23/7680766.96, voie sans nom (direction Sud-Ouest), rue Rocade-Sud (direction Nord-Est), rue de la Cressonnière, route nationale 2 (direction Sud), jusqu'à la limite territoriale de la commune de Bras-Panon.

## Démographie
En 2022, le canton comptait 38 299 habitants, en évolution de +5,1 % par rapport à 2016 (La Réunion : +3,33 %, France hors Mayotte : +2,11 %).
| 2013   | 2018   | 2022   |
| ------ | ------ | ------ |
| 36 975 | 38 106 | 38 299 |